# Waldemar Beduschi
Waldemar Beduschi (Gaspar, 23 de agosto de 1921 – 15 de fevereiro de 2017) foi um político brasileiro.
Casou com Irmgard Beduschi, com quem teve filhos.
Nas eleições gerais no Brasil em 1954 foi candidato a deputado estadual para a Assembleia Legislativa de Santa Catarina pela União Democrática Nacional (UDN), obtendo 2.456 votos e ficando na suplência, foi convocado e participou da 3ª Legislatura (1955-1959).